# Kohlstattbrunnenbach
Der Kohlstattbrunnenbach ist ein etwa 3,7 km langer, westlicher und rechter Zufluss der Oberen Bära im baden-württembergischen Zollernalbkreis.

## Geographie

### Verlauf

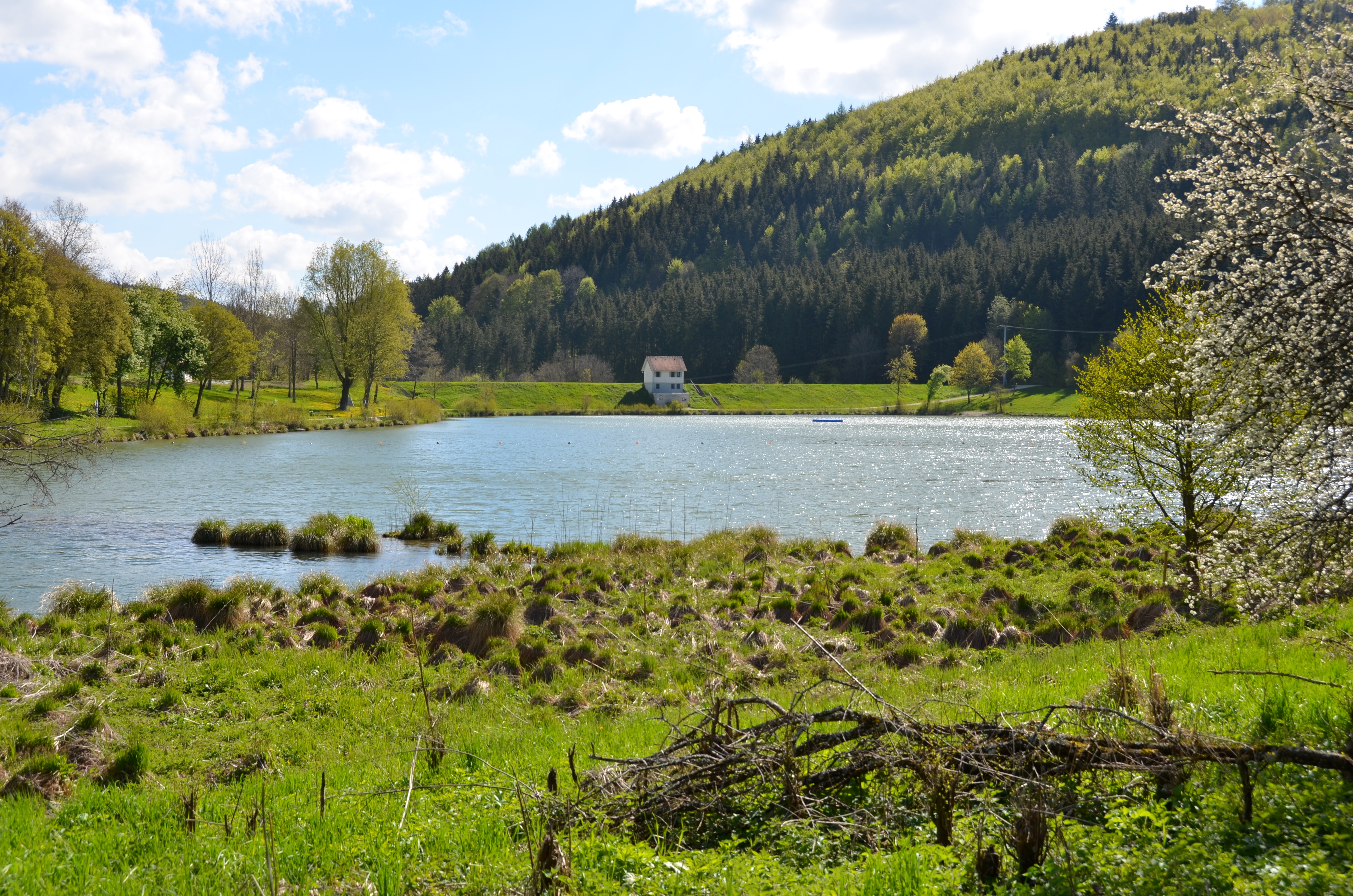
Oberdigisheimer Stausee

Der Kohlstattbrunnenbach entspringt auf einer Höhe von 868 m ü. NHN im Kohlstattbrunnen auf der Gemarkung von Oberdigisheim, westlich des Weilers Geyerbad.
Er fließt von dort zunächst südwärts durch ein, Kohlstatt genanntes, bewaldetes Kerbtal. Nach etwa 700 m Fließstrecke fließt ihm von rechts der fast gleich lange Eschentalbach zu. Die Fließrichtung wendet sich zunächst nach Südosten, dann nach Osten. Der Bach fließt weiter durch ein sich öffnendes Tal mit Wiesen, Wacholderheiden und Fischteichen. Er unterquert die Kreisstraße 7172 zwischen Oberdigisheim und Obernheim und fließt dann durch ein Feuchtbiotop in den Oberdigisheimer Stausee. Unterhalb des Staudamms fließt er weiter in nordöstliche Richtung durch Oberdigisheim. Innerhalb des Ortes ist der Bach überwiegend verdolt. Im Bereich Poststraße zweigt ein Hochwasserentlastungskanal ab. Am östlichen Ortsrand mündet der Kohlstattbrunnenbach auf einer Höhe von 770 m ü. NHN von rechts und Südwesten in die Obere Bära.
Der 3,7 km lange Lauf des Kohlstattbrunnenbachs endet etwa 98 Höhenmeter unterhalb seiner Quelle, er hat somit ein mittleres Sohlgefälle von etwa 26 ‰.

### Einzugsgebiet
Das Einzugsgebiet ist rund 14,3 km² groß und gehört naturräumlich zur Hohen Schwabenalb. Sein höchster Punkt liegt im Südwesten im Gewann Buchhalde bei Obernheim auf 989 m ü. NHN.
Es grenzt im Westen an das Einzugsgebiet des Neckarzuflusses Schlichem. Dieser Abschnitt ist also Teil der Europäischen Hauptwasserscheide zwischen Donau und Schwarzem Meer diesseits und Rhein und Nordsee jenseits. Im Norden und Osten grenzt das Einzugsgebiet der Oberen Bära selbst, im Süden die Einzugsgebiete der Bärazuflüsse Harrasbach und Sägebach an.
Geologisch stehen im gesamten Einzugsgebiet Schichten des Oberjuras an.

## Naturschutz und Schutzgebiete
Der Kohlstattbrunnenbach fließt auf der gesamten Länge bis zum Oberdigisheimer Ortsrand durch das Landschaftsschutzgebiet Großer Heuberg. Der Oberlauf bis zur Kreisstraße 7172 fließt im FFH-Gebiet Östlicher Großer Heuberg und im Vogelschutzgebiet Südwestalb und Oberes Donautal.

### LUBW
Amtliche Online-Gewässerkarte mit passendem Ausschnitt und den hier benutzten Layern: Lauf und Einzugsgebiet des Kohlstattbrunnenbachs

Allgemeiner Einstieg ohne Voreinstellungen und Layer: Daten- und Kartendienst der Landesanstalt für Umwelt Baden-Württemberg (LUBW) (Hinweise)
1. 1 2  Höhe ermittelt über WPS-Prozess (Geländehöhe).
2. ↑  Länge nach dem Layer Gewässernetz (AWGN).
3. ↑  Einzugsgebiet nach dem Layer Basiseinzugsgebiet (AWGN).
4. ↑  Höhe nach schwarzer Beschriftung auf dem Hintergrundlayer Topographische Karte.
5. ↑  Schutzgebiete nach den einschlägigen Layern, Natur teilweise nach dem Layer Biotop.

### Andere Belege
1. ↑  Friedrich Huttenlocher: Geographische Landesaufnahme: Die naturräumlichen Einheiten auf Blatt 178 Sigmaringen. Bundesanstalt für Landeskunde, Bad Godesberg 1959. → Online-Karte (PDF; 4,3 MB)
2. ↑  Geologie nach den Layern zu Geologische Karte 1:50.000 auf: Mapserver des Landesamtes für Geologie, Rohstoffe und Bergbau (LGRB) (Hinweise)